# SloMo
Chansons représentant l’Espagne au Concours Eurovision de la chanson
Voy a quedarme
(2021) Eaea
(2023)
Clip vidéo
[vidéo] « SloMo », sur YouTube
SloMo (en Français : « Au ralenti ») est une chanson de l'artiste cubano-espagnole Chanel, sortie dans sa version actuelle le 24 décembre 2021. Cette chanson a représenté l’Espagne lors du Concours Eurovision de la chanson 2022 qui se déroule à Turin en Italie auquel elle a terminé en troisième position derrière le Royaume-Uni représenté par Sam Ryder et sa chanson  « Space Man » et l’Ukraine , gagnante de cette édition  avec la chanson « Stefania » du groupe Kalush Orchestra. A l'origine, la chanson ne devait pas être interprétée par Chanel, mais par la chanteuse Ana Guerra, mais cette dernière a rejeté la proposition de l'interpréter,.

## Concours Eurovision de la chanson 2022

### Benidorm Fest 2022
À la suite de sa victoire lors du concours espagnol de chanson Benidorm Fest 2022 avec un total de 96 points, la chanson SloMo représente l'Espagne lors de l'édition 2022.

### À l'Eurovision
En tant que pays du Big Five de l'Eurovision, l'Espagne est automatiquement qualifiée pour participer à la finale le 14 mai 2022. Elle finit troisième du Concours, meilleure place depuis 1995.